# Maldivas nos Jogos Olímpicos de Verão de 1996
Maldivas participou dos Jogos Olímpicos de Verão de 1996 em Atlanta, Estados Unidos.